# رينيه لي فورت

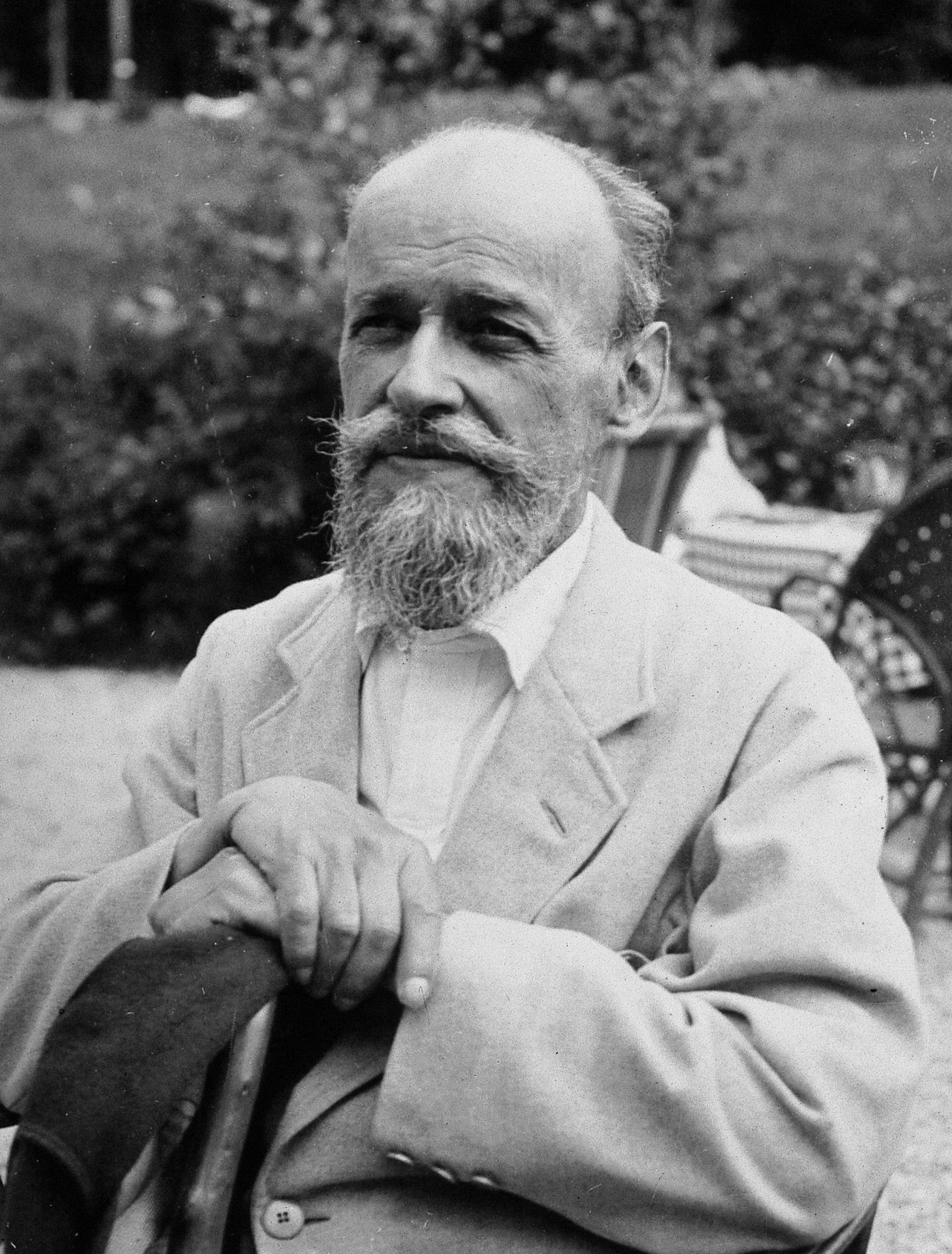
رينيه لي فورت

رينيه لي فورت (بالفرنسية: René Le Fort)‏ (30 مارس 1869 -30 مارس 1951) كان جراحا فرنسيا من ليل وهذا وقد انشئ تصنيف لكسور الوجه.
وكان ابن عمه جراحا ليون كليمنت لي فورت (1829 – 1893), كان يقدم على عملية جراحية لهبوط الرحم.

## السيرة الذاتية
بعد حصوله على درجة طبية مع مقالة بعنوان   تطبيقات جراحة جمجمة المخ , بلاضافة إلى عمله كمقيم طبي تلى ذلك العمل  كجراح عسكري لمستشفى الجيش الفرنسي في فال دي غريس.
وفي عام 1899 بدأ تدريس في الجامعة الطبية في ليل.وفي اندلاع حرب البلقان الأولى (1912), انضم مرة أخرى إلى الجيش كطبيب عسكري . خلال الحرب العالمية الأولى تلقى الثناء لشجاعة أفعاله في معركة دينانت .
أمضى العامين الأخيرين من الحرب في فرساي التي يوجد فيها سرطان الثدي حالات مرض القلب.
في عام 1919 عمل في مستشفى ديه إنفاليديس قبل أن يعود إلى ليل في العام التالي. هنا أصبح أستاذا في القسم الجراحي لجراحة الأطفال وجراحة العظام. وكان أيضا متطوعا في المركز الصحي في زويدكوت , حيث بحث عن علاجات لمرض السل. وفي عام 1936 حصل على جائزة بريكس لابوري وانتخب رئيسا  للمكز الفرنسي لجراحة تقويم الاعضاء والعظام . في 1937 تقاعد , ولكن خلال الحرب العالمية الثانية عاد إلى جامعة ليل ليحل الزملاء الذين شاركوا في الحرب.

## تصنيفات كسور لي فورت
في عام 1901 نشر رينيه لي فورت مقالة تسمى دراسة تجريبية على كسور الفك العلوي تشمل تجاربه مع كسور الفك العلوي من الجمجمة . 
لأداء هذه التجارب , استخدم  لي فورت رؤوس الجثث السليمة وقوى مسننة  متحركة بأحجام مختلفة  ,وكذلك من اتجاهات مختلفة . من هذه الاختبارات , هو حدد أنماط متوقعة للكسور تكون نتيجة لانواع معينة من الإصابات , وتوصل إلى نتيجة مفادها أن هناك ثلاث أنواع سائدة من كسور منتصف الوجه.
كسور لي فورت 1:(العظم أفقي) كسر من الفك العلوي مباشرة فوق الأسنان والحنك.
كسور لي فورت2: (العظم المثلثي) نتيجة ضربة للفك العلوي أو الأوسط .
كسور لي فورت 3: ( العظم العرضي ) وتسمى أيضا الفصل القحفي الوجهي , ونتيجة للتأثير على جسر الأنف أو الفك العلوي .
في بعض الحالات , كسور الفك العلوي هي خليط من اثنين أو ثلاثة أنواع لي فورت . على الرغم من أن هذا النظام من التصنيف يعتبر بسيطا إلى حد ما اليوم, فإنه لا يزال يستخدم على نطاق واسع في الطب .

## كتابات مختارة
- Étude expérimentale sur les fractures de la mâchoire supérieure (1901)
- Les Projectiles inclus dans le mediastin (1918)